# Theresa Wayman
Theresa Becker Wayman (23 de junio de 1980) es una guitarrista, compositora y actriz estadounidense,  guitarrista y vocalista de la banda de rock indie Warpaint.

## Vida personal

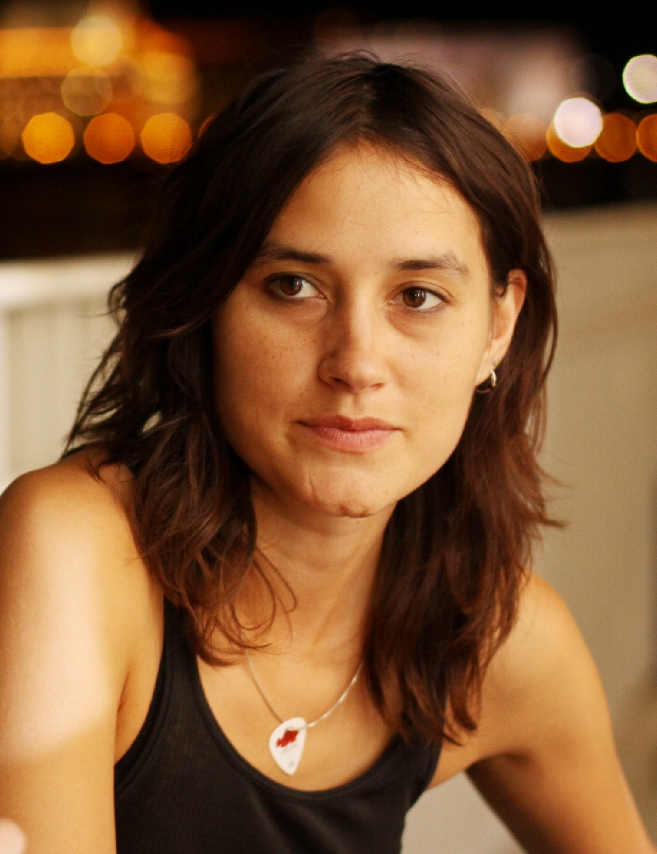
Theresa Wayman, Warpaint (grupo musical)

Theresa nació y creció en Eugene, Oregón. comenzó a mostrar interés en la música a los 9 años cuando empezó a improvisar junto a su padre en la guitarra. A los 10, su madre le animó para aprender a tocar el piano. Wayman mencionó "me aficioné a la guitarra cuando era adolescente, me puse seria con ella y la batería cuando tenía aproximadamente 21 años. Las influencias de Wayman desde su niñez y adolescencia incluyen a Talking Heads, Cyndi Lauper, Tina Turner, Jimmy Page y Björk. Durante su adolescencia, Wayman y Emily Kokal, con quien ella más tarde formaría Warpaint, se convirtieron en muy buenas amigas. Viajaron juntas por Europa a finales de su adolescencia y vivieron juntas en Nueva York, Los Ángeles y California.
Wayman tiene un hijo, quién nació en 2005. La propia artista ha dicho que desde que es madre está más inspirada, y "mi vida es más rica en cierto sentido. Porque ves el valor de vida humana y lo rápido que avanza el tiempo. De repente vuestro hijo tiene cinco años , y ves todo lo que ha pasado en ese tiempo. Es una buena perspectiva".
Después de mudarse a Los Ángeles, Wayman formó Warpaint el día de San Valentín del 2004 con Emily Kokal y las hermanas Jenny Lee Lindberg y Shannyn Sossamon. La banda actuó alrededor de Los Ángeles y compuso material original antes de auto-publicar su primer EP self-liberando su debut EP, Exquiste Corpse, en agosto de 2008. Después de unos cambios en la banda en 2009— Warpaint publicó su disco debut The Fool, en octubre 2010 en Rough Trade Records. El álbum fue  bien recibido por la crítica y llegó a ser Nº 176 en la Billboard 200 200.
Wayman también formó parte de "un período breve" de la banda Vincent Gallo en 2005. Respecto a esta experiencia, Wayman dijo "me sentí muy, muy triste cuando Warpaint se separo, y estuve muy agradecida de poder seguir tocando. Él y yo íbamos a seguir tocando, pero entonces Warpaint volvió  y tuve que volver también. Porque Warpaint es mi corazón y mi alma".
Wayman también formó un una banda, BOSS, con Sarah Jones de Hot Chip y Guro Gikling de All We Are. El primer single, "I'm Down With That", fue publicado por Speedy Wunderground el 27 de noviembre de 2015.
Encima Marcha 6, 2018, bajo el nombre TT, Wayman liberó el primer solo, "Love Leaks", de LoveLaws. El álbum fue liberado en  Caroline Internacional, mayo 18, 2018.

## Carrera
Ocasionalmente trabaja como una actriz, y ha aparecido en dos largometrajes y dos cortometrajes. 

## Discografía
- Exquisite Corpse EP (2008)
- The Fool (2010)
- Warpaint (2014)
- Heads up (2016)
- LoveLaws (2018)